# 楊梅通
楊梅通（ようばいどおり）は、京都市の東西の通りの一つ。全ての区間が下京区内に収まる。東は東洞院通から西は堀川通まで至る。途中、東中筋通（天使突抜通）で鍵の手に折れる。全長約800メートル。平安京の楊梅小路（やまももこうじ）に相当する。
ここでは、南隣の鍵屋町通（かぎやまちどおり）と的場通（まとばどおり）についても併せて取り上げる。

## 概要
平安時代に開通した通りであるが、応仁の乱によって衰退した後、天正年間に再び開かれている。「楊梅小路」の名称は、この一帯に楊梅（やまもも）の木が植えられていたことに由来している。かつて高倉通－醒ヶ井通間の沿道には雪駄屋が多く存在し、雪駄屋町通（せったやまちどおり）とも称された。
江戸時代には沿道の上柳町に幕府公認の遊廓（六条三筋町）が存在した。遊廓はかつて豊臣秀吉の許可のもと二条柳町（現在の柳馬場通二条）に存在していたが、1602年（慶長7年）に京都所司代の板倉勝重によってこの地に移され、1640年（寛永17年）にさらに島原に移るまで周囲は賑わった。現在は六条三筋町の跡地も京都市立下京中学校となり、通りは静かな生活道路である。烏丸通以西の区間は東行きの一方通行となっている。

## 南隣の通りと六条三筋町
東洞院通－新町通間では、北から楊梅通、鍵屋町通、的場通の3つの通りが等間隔に並行している。この3つは遊廓が二条柳町から六条三筋町へ移転した時に新たに整備された通りであり、六条三筋町の名からもそのことが窺える。東中筋通以東で楊梅通が北にややずれているのも、この区間が遊廓の移転で新たに整備されたからであり、正確には東中筋通以西の通りの位置が本来の位置だとされる。

### 鍵屋町通
鍵屋町通（かぎやまちどおり）は、京都市の東西の通りの一つ。全ての区間が下京区内に収まり、東は東洞院通から西は新町通まで至る。
通りの名前の由来は不詳。沿道には町名として「鍵屋町」が存在する。烏丸通以西は西行きの一方通行となっている。

### 的場通
的場通（まとばどおり）は、京都市の東西の通りの一つ。全ての区間が下京区内に収まり、東は東洞院通から西は新町通まで至る。
通りに面して諏訪神社が鎮座していたことから、開通時は諏訪町通と称された。しかし南北の通りにも同じくこの諏訪神社を由来とする諏訪町通が存在し、二つの通りは交差していた。明治以降、東西の通りが的場通と呼ばれるようになり、同名は回避されている。他に銭屋町通（ぜにやまちどおり）という名でも呼ばれたが、由来は不詳。沿道には町名として「銭屋町」が存在する。
なお、京都市内の東西の通りの覚え歌（丸竹夷）では「雪駄（雪駄屋町通）ちゃらちゃら（鍵屋町通と銭屋町通）魚の棚……」と3つの通りの名が歌い込まれている。

## 沿道の主な施設
- 京都市立下京中学校　新町通東入ル
- 京都東急ホテル　堀川通

## 交差する道路
- 東洞院通
- 烏丸通
- 室町通
- 新町通
- 西洞院通
- 東中筋通
- 油小路通
- 堀川通